# Bitka pri Anghiariju (Leonardo)
Bitka pri Anghiariju (1505) je izgubljena freska Leonarda da Vincija, včasih imenovana tudi Izgubljeni Leonardo, za katero nekateri komentatorji menijo, da je še vedno skrita pod eno poznejših fresk v Salone dei Cinquecento (Dvorana Petstotih) v Palazzo Vecchio v Firencah. Za osrednji prizor je upodobil štiri moške, ki jahajo divje vojne konje v bitki za standarto (prapor) v bitki pri Anghiariju leta 1440.
Ohranilo se je več Leonardovih pripravljalnih študij. Osrednji prizor pa je znan tudi po risbi Petra Paula Rubensa, ki je hranjena v pariškem Louvru. Risba, ki je nastala leta 1603 in je znana kot Bitka standarto, je temeljila na grafiki narejeni po Leonardovi freski iz leta 1553, ki jo je izdelal Lorenzo Zacchia in je bila narejena po freski ali pa po Leonardovem kartonu oz. osnutku za fresko. Rubensu je uspelo prikazati bes, močna čustva in občutek moči, ki so bili verjetno prisotni tudi na prvotni podobi. Opažene so podobnosti med to Rubensovo risbo in njegovo sliko Lov na povodnega konja, ki ga je Rubens naslikal leta 1616.
Marca 2012 je bilo objavljeno, da je skupina pod vodstvom Maurizia Seracinija našla dokaze, da Leonardova freska še vedno obstaja na skrita pod delom kasnejše Vasarijeve freske v dvorani.  Iskanje je bilo prekinjeno septembra 2012, brez nadaljnjega napredka zaradi konflikta med vpletenimi stranmi.

## Zgodovina
Leta 1504 je gonfaloniere Piero Soderini, s pogodbo, ki jo je podpisal Niccolò Machiavelli, Leonardu da Vinciju naročil, da okrasi Dvorano petsto. Hkrati je bil njegov nasprotnik Michelangelo, ki je pravkar končal svojega Davida, imenovan za nasprotno steno. To je bilo edinkrat, ko sta Leonardo da Vinci in Michelangelo sodelovala pri istem projektu. Na Michelangelovi sliki je upodobljena epizoda iz bitke pri Cascini, ko je sovražnika presenetila skupina vojakov. Vendar Michelangelo v Firencah ni ostal dovolj dolgo, da bi dokončal projekt. Svoj karton je dokončal, vendar je slikati šele začel. Novoimenovani papež Julij II. ga je leta 1505 povabil v Rim in mu naročil gradnjo papeževe grobnice.
Leonardo da Vinci je v baziliki Santa Maria Novella na vzhodni steni narisal svoj velik karton, ki prikazuje prizor iz življenja Niccolòja Piccinina, kondotierja v službi milanskega vojvode Filippa Maria Viscontija. Narisal je prizor silovitega konjskega spopada in besne bitke moških, ki so se v bitki pri Anghiariju borili za prapor. Giorgio Vasari je v svoji knjigi Življenje najboljših slikarjev, kiparjev in arhitektov pohvalil način, na katerega je Leonardo to sceno dal na papir:
 Nemogoče bi bilo izraziti iznajdljivost Leonardove zasnove za uniforme vojakov, ki jih je skiciral v vsej njihovi raznolikosti, ali grebene čelad in drugih okraskov, da ne omenjam neverjetne spretnosti, ki jo je pokazal v obliki in značilnostih konjev, ki jih je Leonardo, boljši od katerega koli drugega mojstra, ustvaril s svojo drznostjo, mišicami in graciozno lepoto.
Leonardo je v Dvorani petsto zgradil iznajdljiv oder, ki ga je bilo mogoče dvigniti ali zložiti na način harmonike. Ta slika naj bi bila njegovo največje in najpomembnejše delo. Ker je imel slabe izkušnje s freskantsko tehniko (Zadnja večerja; jedilnica Santa Maria delle Grazie, Milano), je želel na zid nanesti oljne barve. Začel je tudi eksperimentirati s tako gosto podlanko (morda pomešano z voskom), da je po nanosu barv začela kapljati barva. Ko je poskušal na hitro posušiti sliko in prihraniti vse, kar se je dalo, je blizu slike obesil veliko oglja. Samo spodnji del je bilo mogoče ohraniti v nedotaknjenem stanju; zgornji del se ni mogel dovolj hitro posušiti in barve so se pomešale. Leonardo je nato projekt opustil.
Nedokončani sliki Michelangela in Leonarda so skoraj desetletje (1505–1512) krasili isto dvorano. Karton z Michelangelove slike je Bartolommeo Bandinelli iz ljubosumja razrezal na koščke leta 1512. Osrednji del bitke pri Anghiariju je bil zelo občudovan in desetletja so nastajale številne kopije.

## Rekonstrukcija sobe
Sredi 16. stoletja (1555–1572) je dvorano po navodilih Cosima I. povečal in preuredil Vasari s pomočniki, da je vojvoda lahko preselil dvor v to pomembno palačo. Med prenovo so se izgubili ostanki znanih (a nedokončanih) umetnin iz prejšnjega načrta okrasitve dvorane; vključno z bitko pri Cascini Michelangela in bitko pri Anghiariju Leonarda da Vincija.
Vasari je sam poslikal nove freske na zdaj razširjenih stenah. Na stenah so velike in obsežne freske, ki prikazujejo bitke in vojaške zmage Firenc nad Piso in Sieno:
- Zavzem Siene
- Osvajanje Porto Ercoleja
- Zmaga Cosima I. pri Marcianu v Val di Chiani
- Poraz Pisanov pri stolpu San Vincenzo
- Maksimillian Avstrijski poskuša osvojiti Leghorn
- Pisa napade florentinske čete

## Možno ponovno odkritje
Maurizio Seracini, italijanski strokovnjak za visokotehnološko umetniško analizo, meni, da se Leonardov Anghiari skriva za Vasarijevo bitko pri Marcianu v Val di Chiani (1572). V zgornjem delu Vasarijeve freske, 12 metrov nad tlemi, florentinski vojak maha z zeleno zastavo z napisom Cerca trova ('Kdor išče, najde'). Te skrivnostne besede naj bi bile Vasarijev namig, ki je v svojih spisih, nepopolnih in poškodovanih, zelo pohvalil bitko pri Anghiariju. Seracini meni, da je malo verjetno, da bi Vasari Leonardovo delo prostovoljno uničil. Kot predhodnik je navedeno Vasarijevo prikrivanje in ohranitev še ene slike, Masacciove Svete Trojice, med naknadnim projektom prenove, ki mu ga je tudi dodelil Cosimo I. Seracini je z neinvazivnimi tehnikami, kot sta visokofrekvenčni, površinsko prodirajoč radar in termografska kamera, opravil pregled dvorane. Med drugimi ugotovitvami je odkril, da je Vasari pred prvotno vzhodno steno zgradil zaveso in na novo steno naslikal svojo fresko. Seracini meni, da je originalna freska Leonarda da Vincija nameščena na starejši steni pod njo. Senzorji so med obema stenama našli razmik med 1 in 3 centimetri, ki je bil dovolj velik, da se je lahko ohranila starejša freska.
V začetku leta 2007 sta mestni svet Firenc in italijanski minister za kulturo dala zeleno luč za nadaljnjo preiskavo. Po neuspešnih poskusih financiranja razvoja naprednejšega neinvazivnega sistema za skeniranje so decembra 2011 Seracini in njegovi sodelavci izvrtali majhne luknje skozi območja Vasarijeve freske, za katere se domneva, da so bila predhodno poškodovana in obnovljena, zato ne vsebuje več 'originalne barve' iz Vasarijevega dela. Endoskopska sonda s kamero je bila potisnjena v votlino za zavesno steno, ekipa pa je na ometu notranje stene odkrila drobce pigmenta in znake freske; takrat so bili odvzeti vzorci, rezultati pa so bili javno objavljeni 12. marca 2012. Seracini meni, da je to prepričljiv dokaz za nadaljnji obstoj Leonardove freske. Raziskave Seracinija so zelo kontroverzne, kritizirali pa so ga zaradi vrtanja lukenj. Marca 2012 so raziskovalci dejali, da »material, ki so ga našli za Vasarijevo steno kaže na kemično sestavo, podobno črnemu pigmentu, ki ga najdemo v rjavih glazurah na Leonardovi Moni Lisi in Svetem Janezu Krstniku, ki je bil objavljen v nedavno objavljenem znanstvenem članku Louvra, ki je analiziral vse da Vincijeve slike v svoji zbirki.« 
Sredi leta 2012 so bila prizadevanja za raziskovanje votline za Vasarijevo fresko ustavljena zaradi nasprotujočih si pogledov zainteresiranih strani ali in kako naprej. 
Alfonso Musci in Alessandro Savorelli sta decembra 2012 v reviji Italijanskega inštituta za renesančne študije v  Strozzijevi palači objavila članek, v katerem sta izpodbijala Seracinijevo razlago gesla na zeleni zastavi v Vasarijevem freski. V članku (https://www.academia.edu/8835382/A_Musci_A_Savorelli_Giorgio_Vasari_cerca_trova_La_storia_dietro_il_dipinto ) so poskušali raziskati napis "CERCA TROVA" v kontekstu resničnih dogodkov, ki so se zgodili med bitko pri Scannagallu (1554) in so bili znani po delih Bernarda Segnija, Antonia Ramireza de Montalva, Domenico Morenija. Ta dela vsebujejo podrobne opise anti-medičejskih heraldičnih znakov, prisotnih v Marcianu della Chiana, vključno z osmimi zelenimi zastavami, izvezenimi z Dantejevim verzom: »Libertà va cercando, ch'è sì cara [it], ch'è sì cara come sa chi per lei vita rifiuta« (Purgatorio, vv. 70–72) in starodavni grb Libertas v zlati barvi. Te prapore je Henrik II. Francoski dostavil vojakom florentinskih izgnancev, ki jih je oborožil republikanski bankir Bindo Altoviti, vodila pa sta jih Piero Strozzi in Giambattista Altoviti. Po porazu republikancev in francoskih vojakov bi te zelene zastave postale plen zmagovalcev in jih predale velikemu vojvodi Cosimu I. Javno bi bile razstavljene v osrednji ladji bazilike San Lorenzo.
Glede na temo sreče in obsodbe najstarejše florentinske 'stemme' (Libertas) v ciklu slik, ki sta jih zasnovala Cosimo I. in Vincenzo Borghini v Salone dei Cinquecento, Musci in Savorelli predlagata, da bi geslo "CERCA TROVA" pomenilo Dantejev verz in usodo republikancev (»iskanje svobode in iskanje smrti«) in s tem izpodbija Seracinijevo razlago zelene zastave kot namig, ki ga je pustil Vasari.
- Študija bitke na konju in preš, Leonardo
- Študija bitke na konju in preš, Leonardo {Očitna skica za Bitko za prapor zgoraj desno}
- Skupina jezdecev v BBitki za Anghiari, Leonardo